# Ongi
Der Ongi (mongolisch Онги гол Ongi Gol; russisch Онги-Гол Ongi-Gol) ist ein Fluss im Süden der Mongolei.
Ursprünglich war der Fluss 435 Kilometer lang und damit der zehntlängste der Mongolei. Er entspringt im Changai-Gebirge und verläuft durch die Wüste Gobi, bis er sich dort in den See Ulaan Nuur (mongolisch Улаан нуур) ergießt, dessen Name wörtlich übersetzt „Roter See“ bedeutet.
Laut Presseberichten von 2005 versiegte der Fluss 1998 das erste Mal., allerdings gibt es auch schon in älterer Literatur Angaben über regelmäßiges Austrocknen. 2001 gründeten Betroffene die „Ongi-Fluss-Bewegung“, um die Politik auf das Problem zusätzlicher Wasserentnahmen aufmerksam zu machen. Das Wasser wird im Quellgebiet des Flusses für das Auswaschen von Gold verbraucht. Nach Ansicht des Umweltministeriums der Mongolei, dessen Minister zur Partei des Besitzers eines der größeren Wasserverbraucher am Ongi Gol gehört, ist dagegen hauptsächlich die globale Erwärmung daran schuld. Erfolge konnte die Initiative verbuchen, da einige Unternehmen schließen mussten, allerdings arbeiten sie zum Teil illegal weiter.
Am Ongi liegen die Stadt Arwaicheer, das Aimagzentrum von Öwörchangai, sowie mehrere Sum-Zentren und das Kloster Ongiin Chiid.